# Scopula porosa
Scopula porosa là một loài bướm đêm trong họ Geometridae.